# 迈泰奥拉
迈泰奥拉（希臘語：Μετέωρα，转写为，意为“悬浮的石头”、“悬浮在空中”或“在天空之上”），是希腊西北部色萨利大区特里卡拉专区的一个岩石构造。岩石之上建有东正教修道院中最大、最陡峭的建築群之一，其重要性只僅次於阿索斯山。它位於色萨利平原的西北边缘，靠近皮尼奧斯河和品都斯山脉，最近的城镇为卡兰巴卡。當中有24座修道院（其中6座為完好）矗立在天然的砂岩支柱上。1988年，迈泰奥拉被列入联合国教科文组织世界遗产名录，为複合遗产。
在迈泰奥拉6座保存至今的修道院中，有4座為修士所居住，剩餘2座則是修女之居所。現今各修道院的居住人數均少於10名。今日迈泰奥拉已成希臘的旅遊景點之一。

## 地理
迈泰奥拉各修道院的平均海拔為313米（1,027英呎）。

## 地質
地質研究指出迈泰奥拉一系列的天然岩柱，就是由砂岩和礫岩形成於6千萬年前的古近紀時期。當時一系列的板塊移動把海床推高，既形成高原，又令被推高的砂岩層形成許多斷層。隨後持續的風化和地震使眾岩柱逐漸形成，變為今日的形狀。
這些在色薩利平原西北、靠近品都斯山脈的岩柱，現今就是從地面屹然而立。

## 修道院現況
大部份迈泰奥拉的修道院均建於高聳的砂岩柱上，四側均為懸崖峭壁。直至17世紀，貨物和人均需經由繩索和籃進出修道院。現今這些修道院可經由石崖鑿出的樓梯進入。這些修道院被建築以傳授希臘東正教的知識予僧侶和修女。
| 修道院 | 現貌 |
| --- | ---- |
| 大迈泰奥拉修道院 - 這是迈泰奥拉最大的修道院，始建於14世紀中葉。此建築今日被用作供迈泰奥拉旅客遊覽的主博物館。                                                                 |      |
| 瓦尔拉姆修道院 – 這是迈泰奥拉第二大修道院，始建於1541年。院內的用餐室今日亦用作博物館作展覽。                                                                                 |      |
| 卢萨努-圣芭芭拉修道院/St. Barbara 此修道院建於16世紀中期，並於1560年完成裝飾工作。修道院現為修女所居住。                                                                      |      |
| 圣尼古拉·安纳保萨斯修道院 - 這是一座建於16世紀的小教堂。 |      |
| 斯德望修道院 - 這座修道院建於平原上，而非在岩柱上。此修道院建於16世紀，為修女所居。二戰時期，修道院曾被納粹軍所破壞。修女們隨後返回並完成重建的工作。                         |      |
| 聖三一修道院- 始建於1475年，是迈泰奥拉現存其中一座最古老的修道院。修道院下的懸崖高達400米（1,300英呎）。這座修道院曾被用作於占士·邦電影《最高機密》（1981年上映）的拍攝場地。 |      |